# Villeneuve-les-Bordes
Villeneuve-les-Bordes è un comune francese di 599 abitanti situato nel dipartimento di Senna e Marna nella regione dell'Île-de-France.

## Società

### Evoluzione demografica
Abitanti censiti